# Rapar
Rapar é uma cidade e um município no distrito de Kachchh, no estado indiano de Gujarat.

## Geografia
Rapar está localizada a 23° 34′ N, 70° 38′ L. Tem uma altitude média de 79 metros (259 pés).